# August Culemann
August Adrian Friedrich Bernhard Culemann (* 2. April 1810 in Königslutter, Königreich Westphalen; † 3. Juni 1891 in Braunschweig) war ein deutscher Verwaltungsjurist.

## Leben
August Culemann studierte an der Georg-August-Universität Göttingen. 1829 wurde er Mitglied des Corps Brunsviga Göttingen. Nach dem Studium trat er in den Staatsdienst des Herzogtums Braunschweig ein. Er war Kreisdirektor des Landkreises Gandersheim, wo er 1853 an den Ankaufsverhandlungen des Grundstücks für den Ernst-August-Stollen teilnahm. Anschließend war er Kreisdirektor des Landkreises Braunschweig. Zu Beginn des Jahres 1859 wurde zudem zum ordentlichen Mitglied der Ministerial-Kommission für die Sektion der inneren Landesverwaltung und der Polizei berufen. Nach seiner Pensionierung lebte er bis zu seinem Tod 1891 in Braunschweig.

## Schriften
- Gesetz- und Verordnungs-Sammlung für die Herzoglich Braunschweigischen Lande. Band 47. Waisenhaus-Buchdruckerei, Braunschweig 1860. (books.google.de, von Culemann unterzeichnete Verordnungen)